# 內蓋夫核子研究中心

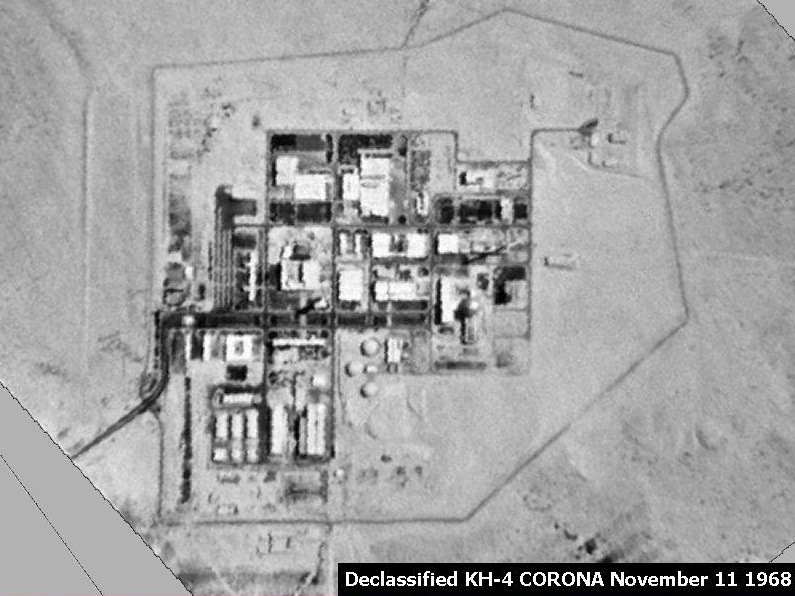
內蓋夫核子研究中心的衛星照片

31°00′05″N 35°08′40″E / 31.0013°N 35.1445°E
內蓋夫核子研究中心（希伯來語：‎）又名希蒙·佩雷斯内盖夫核研究中心，是以色列核設施，位於內蓋夫沙漠，迪莫納城東南約十三公里。
外間普遍認為這個核設施的主要目的是製造核武器。以色列雖承認有此核設施，但是其目的是否如外界所言，就從不承認或否認，實施含糊言核政策。關於這設施的資料仍為高度機密。不過按照已知的核反應爐功率（至少150MW）推算，至2000年為止有足夠的鈈製造100至200個核子彈。在這個設施上方的領空禁止所有飛行器進入，設施一帶以圍欄隔離並有重兵把關，防守可以說是相當嚴密。在六日戰爭中，一架以色列幻象3型戰鬥機意外飛過該設施，就被以色列發射導彈擊落。1973年，一架迷途的利比亞客機飛近該設施上方的領空，以色列戰機試圖指令客機降落未成後，也是直接將其擊落，導致平民108人死亡。
核子研究中心在1958年開始動工建造，法國按照塞夫爾議定書的協議施以援助。這個設施是秘密興建，避過國際原子能機構監管。為防洩露機密，向法國的海關官員聲稱反應爐最大的組件，例如反應器槽，是海水化淡廠的一部份，要運往南美洲。建造的資金也是全是隱密的不公開來源，這龐大的費用有不同猜測，唯一可靠的數據來自希蒙·佩雷斯。他在1995年的回憶錄中寫到他和戴維·本-古里安籌到四千萬美元，「反應爐造價的一半……來自世界各處的以色列朋友。」
其實美國情報人員在1960年代初，就懷疑過該設施的用途，美國政府要求以色列答應受國際檢查。以色列應允，但條件是只能派出美國檢查員，不接受國際原子能機構的檢查員，而所有檢查都要先知會以色列。國際上未簽署核不擴散條約，而被指擁有核武器的國家只有三個，以色列是其一，另外兩個是印度和巴基斯坦。有聲稱因為以色列知道檢查員到訪日期，而有機會掩飾設施的真正用途，即外界所指的製造核武器。在每次檢查前，先裝設假牆壁及其他道具，以瞞過檢查員。最後檢查員向美國政府報告稱，他們的檢查沒有作用，因為以色列限制了在設施內能檢查的範圍，而他們也因為身分問題無權過問。但最遲在1969年，美國根據經驗推斷，有充分把握相信以色列確實可能有研發核武器的計畫，並於該年終止了持續多年的無效益檢查。
該設施的反應爐在1962至1964年之間某個時間起開始運作。以色列國防軍藉著所製造出的鈈元素，很可能在1967年的六日戰爭前預備好首批核武器。1967年，在六日戰爭爆發前，有數架身份不明的噴射機飛越該反應爐上空。當時猜測該噴射機是埃及空軍的米格-21戰鬥機。但是2007年有一本受爭議的書籍中，論證道這些飛機其實是蘇聯的米格-25戰鬥機。

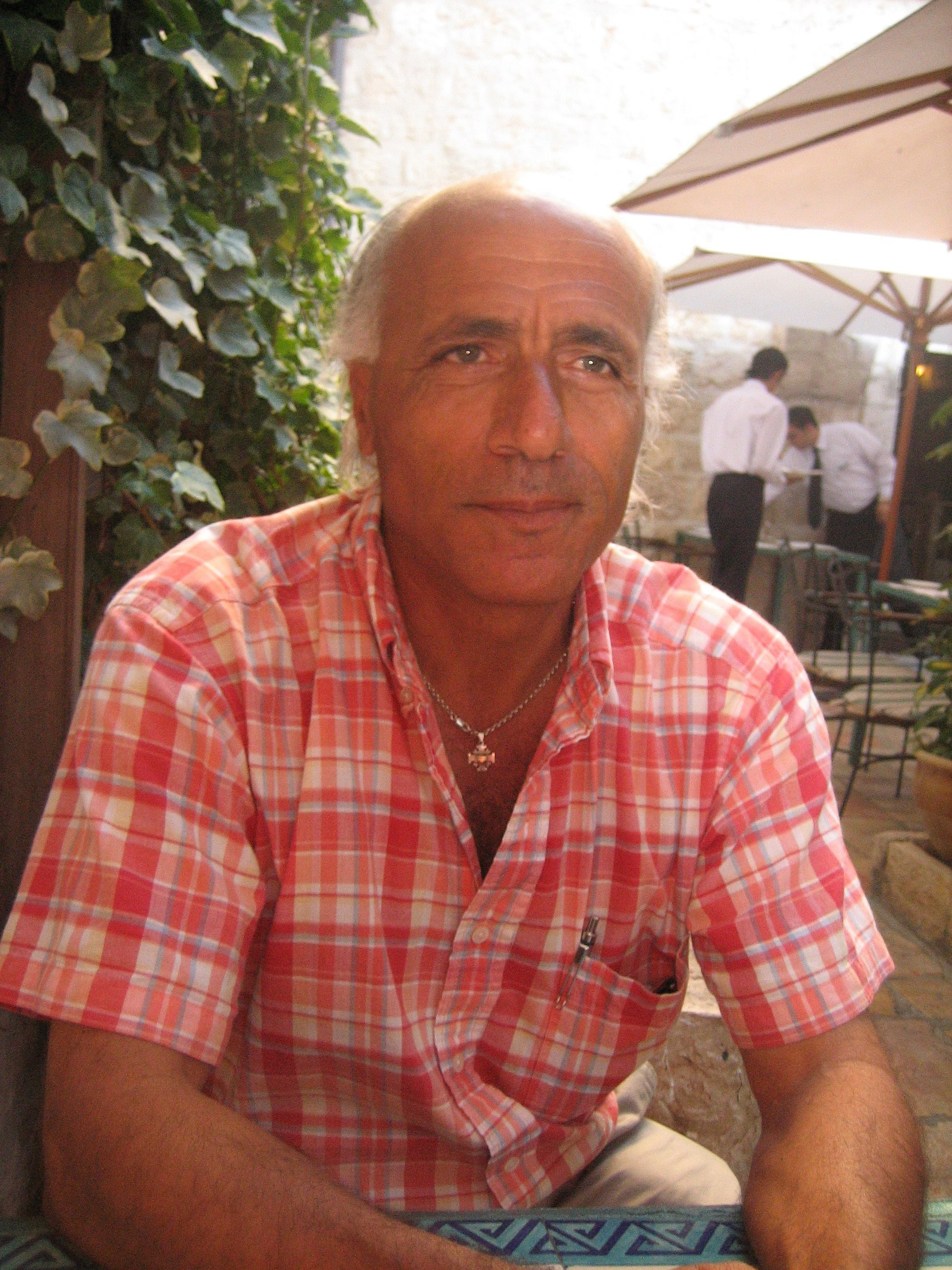
揭發迪莫納核設施製造核武器的前技術員莫迪凱·瓦努努

1986年，一位曾在該設施工作的前技術員莫迪凱·瓦努努飛往英國，向傳媒揭露以色列核計劃的一些證據，並說明設施中每座建築物的用途，又揭露在該設施的正下方地底有最高機密設施。他旋即被以色列情報特務局（俗稱摩薩德）的女特工誘到意大利，再被摩薩德人員綁架，用船送回以色列受審。他被控叛國和間諜罪，在一個法院秘密審訊，被處以18年監禁。他被綁架後，《泰晤士報》報道以色列所擁有的原料，可以製造約20個氫彈和200個核裂變彈。2004年瓦努努出獄後，其人身自由受嚴重限制，包括不給予護照，限制他的行動自由，及限制與媒體接觸。他自出獄後因為違反限制令，多次被捕及被檢控。
這個設施在使用四十多年後，傳出與其安全疑慮相關新聞。2004年，以色列官方向附近數千個居民分發防輻射的碘化鉀藥片，作為預防措施。
根據Be'er Sheva勞工審裁處的一宗提訴，在該中心的工人1998年成為人體試驗對象。據提訴的工人Julius Malick所稱，他們在沒有醫護監管下，被給予含有鈾的飲料，事前沒徵求他們的書面同意，也沒警告他們可能產生的副作用。
2012年1月，以色列原子能委員會決定至少暫時關閉反應爐，其所持的主要理由是該處易受伊朗襲擊。在2012年10月至11月，有報道指哈馬斯向迪莫納城或內蓋夫核子研究中心發射火箭，但該核設施未受任何損害。

## 外部連結
- US Army essay about Israel's nuclear weapons（页面存档备份，存于）
- Israel Atomic Energy Commission (IAEC) （页面存档备份，存于）
- Weapons of Mass Destruction in the Middle East（页面存档备份，存于）
- FAS's page about the Israeli nuclear program（页面存档备份，存于）
- History of Israeli Nuclear Program（页面存档备份，存于）
- Israel Special Weapons Guide （页面存档备份，存于）
- Independent Thinktank Analysis of Israeli Nuclear Doctrine（页面存档备份，存于）
- Animated video of the Dimona facility （页面存档备份，存于）
- Armageddon — about Dimona written by Israelis （页面存档备份，存于）
- Annotated bibliography for the Dimona nuclear complex from the Alsos Digital Library for Nuclear Issues